# Marchas fúnebres para piano (Chopin)
El compositor polaco Frédéric Chopin compuso dos marchas fúnebres para piano. 

## Marchas fúnebres
- La Marcha fúnebre, Op. posth. 72 n.º 2 (que no debe confundirse con la siguiente), es una obra aislada. Una pieza para piano en do menor, perteneciente al período de Varsovia del compositor, hacia 1827. Fue publicada en 1855.
- El tercer movimiento de la Sonata para piano n.º 2, Op. 35, que previamente no formaba parte de la misma. En aire lento, tiene estructura tripartita. Es esta famosa marcha lúgubre, emocionante y solemne, aunque la sección central supone un contraste de consolación con su bella melodía, recuerdo sublimado de la persona desaparecida. La vuelta a la sección inicial completa esta impresionante página. De ella incluso se han hecho versiones orquestales.